# 등록면허세
등록면허세는 법 소정의 등록을 하거나 면허를 받는 자에게 그 등록, 면허의 종류에 따라 부과하는 지방세이다.
등록세와 면허세를 통폐합하여 2011년부터 등록면허세라는 세목이 되었다.

## 등록면허세(등록분)
등록면허세(등록분)은 권리의 취득, 이전, 변경 또는 소멸에 관한 사항을 등기 또는 등록(등재 포함)하는 경우에 그 등기, 등록을 받는 자에게 부과되는 도세(또는 특별시세, 광역시세)이다.
등록면허세(등록분)의 납세의부자는 등기 또는 등록을 받는 자(외형상의 관리자)이다.

## 같이 보기
- 등기